# Jinan (Südkorea)
Der Landkreis Jinan (kor. 진안군, Jinan-gun) befindet sich in der südkoreanischen Provinz Jeollabuk-do.

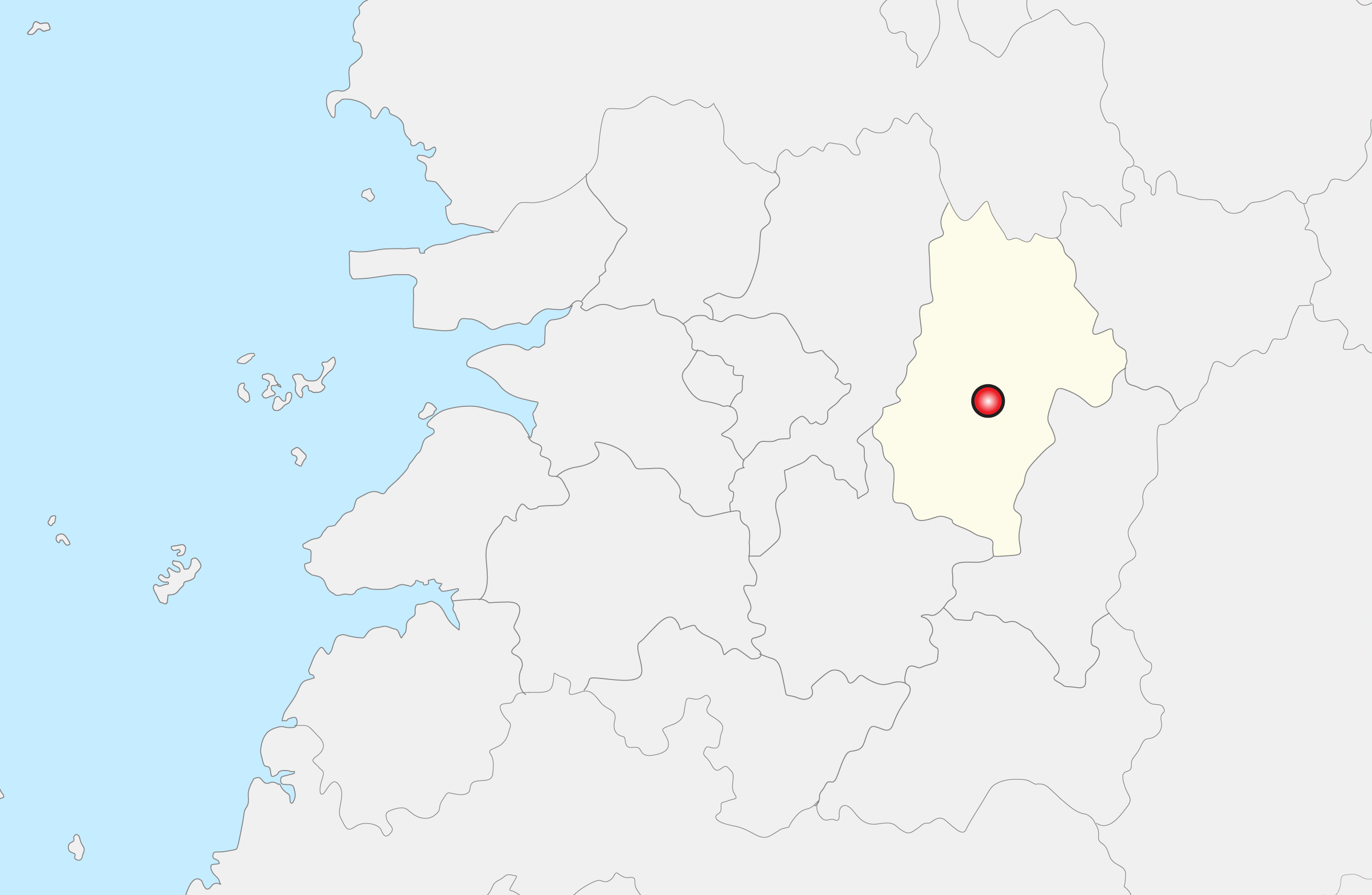
Lage des Landkreises in der Provinz Jeollabuk-do

Die Landschaft ist geprägt von besonderen Felsformationen und große Wäldern. Bekannte Berge sind der Unjangsan (1126 m), der Gubongsan (1002 m) und der Maisan. Im Landkreis befinden sich die Tempel Tapsa und Cheonhwangsa.